# 青野元一
青野 元一（あおの もとかず、1962年3月18日 - ）は、日本の経営者。株式会社リーガルコーポレーション代表取締役社長、元取締役営業統括本部長、株式会社リーガル販売代表取締役社長。

## 人物・経歴
1962年3月18日東京都生まれ。1984年3月千葉商科大学商経学部卒業。同年4月 日本製靴株式会社（現・株式会社リーガルコーポレーション）入社。2008年4月紳士営業部長、2011年4月営業副本部長紳士営業部長、2014年4月営業副本部商品企画一部長、2019年4月営業統括本部長、同年4月株式会社リーガル販売代表取締役社長、2020年6月株式会社リーガルコーポレーション取締役営業統括本部長、2024年4月1日株式会社リーガルコーポレーション代表取締役社長就任。